# Papaya (utwór)
Papaya – utwór muzyczny polskiej piosenkarki jazzowej Urszuli Dudziak, wydany na jej albumie studyjnym pt. Urszula (1975). Piosenkę napisała Dudziak i Michał Urbaniak, który współprodukował utwór ze Steve’em Backerem.
Urbaniak skomponował utwór podczas improwizacji na przyjęciu u znajomego. W wywiadzie dla czasopisma „Rzeczpospolita” wyjaśnił: „Kiedy wszyscy świetnie się bawili, mnie dopadła nuda. Poszedłem do drugiego pokoju, usiadłem do pianina, coś zacząłem plumkać i tak wyplumkałem «Papayę». Nagrałem ją na taśmę magnetofonową i puściłem Uli w samochodzie, a ona zaczęła improwizować”. Piosenka nie zawiera słów, a jedynie jazzową wokalizę. Tytuł utworu był zainspirowany nazwą baru „Papaya King”, który znajdował się w Nowym Jorku lub na Broadwayu.
Utwór w grudniu 2007 zyskał międzynarodowy rozgłos dzięki Edu Manzano, który wykorzystał go jako motyw muzyczny w prowadzonym przez siebie teleturnieju Umagang Kay Ganda, a następnie wydał piosenkę na swoim albumie pt. The World’s Greatest Dance Steps. Utwór następnie stał się inspiracją do akcji Papaya Dance, w ramach której internauci nagrywali prosty układ choreograficzny w rytm „Papayi”.